# Croix de cimetière de Plougoumelen

La Croix du cimetière de Plougoumelen est situé, place de l'église au bourg de Plougoumelen dans le Morbihan. 
Il s'agit de la croix de l'ancien cimetière de l’église paroissiale de Plougoumelen.

## Historique
La croix du cimetière de Plougoumelen fait l’objet d’un classement au titre des monuments historiques depuis le 9 août 1930.

## Architecture
La croix monolithe est en granit. 
Elle porte en son centre une croix grecque, inscrite dans un cercle.